# De minimis támogatás
De minimis támogatás (csekély összegű támogatás) amely egy és ugyanazon vállalkozásnak meghatározott időszakon belül nyújtott, egy meghatározott összeget meg nem haladó támogatás. Az ilyen támogatások nyújtása nem tartozik a bejelentési eljárás hatálya alá., mivel nem felel meg az Európai Unió működéséről szóló szerződés (EUMSZ) 107. cikkének (1) bekezdésében meghatározott feltételeknek.
Gyakorlatilag három de minimis csoportot különböztetünk meg:
Halászati de minimis: A halászati és akvakultúra-ágazatban működő vállalkozásoknak a 717/2014/EU bizottsági rendelet hatálya alá tartozó támogatások. Ennek keretösszege jelenleg 40000 euró.
Agrár de minimis: A mezőgazdasági termékek elsődleges termelésével foglalkozó vállalkozásoknak pedig az 1408/2013/EU bizottsági rendelet alapján nyújtható de minimis támogatások. Ennek keretösszege jelenleg 300000 euró.
Általános de minimis: Az egyéb tevékenységet folytató vállalkozások pedig az 1407/2013/EU bizottsági rendelet hatálya alá tartoznak. Ennek keretösszege jelenleg 50000 euró. A Bizottság 2023. december 13-án fogadta el az új, általános de minimis  rendeletet, a 2023/2831/EU bizottsági rendelet, ezzel 2024. január 1-től hatályát vesztette az 1407/2013/EU bizottsági rendelet.
Közszolgáltatási de minimis: Az Európai Unió működéséről szóló szerződés 107. és 108. cikkének az általános gazdasági érdekű szolgáltatást nyújtó vállalkozások számára nyújtott csekély összegű támogatásokra pedig a 2023/2832 bizottsági rendelet vonatkozik.

## A szó eredete
A de minimis – latin kifejezés, jelentése: csekély mértékű, jelentéktelen.

## Jellemzői
- Egy és ugyanazon vállalkozás részére a folyó pénzügyi évben, valamint az azt megelőző két pénzügyi év során az 1407/2013/EU bizottsági rendelet alapján Magyarországon odaítélt csekély összegű támogatások bruttó támogatástartalma nem haladhatja meg a 200.000 eurónak, közúti kereskedelmi árufuvarozást ellenszolgáltatás fejében végző vállalkozások esetében a 100.000 eurónak megfelelő forintösszeget.
- A (EU) 2023/2831 rendelet által a de minimis támogatás általános limitje 300.000 euróra emelkedett.
- A csekély összegű támogatás nem halmozható azonos támogatható költségek vonatkozásában vagy azonos kockázatfinanszírozási célú intézkedés vonatkozásában nyújtott állami támogatással, ha a támogatások halmozása túllépi bármely csoportmentességi rendeletben vagy a Bizottság által elfogadott határozatban az egyes esetek meghatározott körülményeire vonatkozóan rögzített maximális intenzitást vagy összeget.
- A támogató az érintett vállalkozástól még a támogatás odaítélése előtt papíron vagy elektronikus formában nyilatkozatot szerez be az adott vállalkozás által az előző két pénzügyi év és a folyó pénzügyi év során e rendelet vagy más, csekély összegű támogatásokra vonatkozó rendeletek alapján kapott csekély összegű támogatásokról.
- A támogatás nyújtójának kötelessége, hogy felhívja a kedvezményezett figyelmét arra, hogy a csekély összegű támogatási jogcímen nyújtott támogatáshoz kapcsolódó minden iratot az odaítélést követő 10 évig meg kell őriznie és a támogatást nyújtó ilyen irányú felhívása esetén azokat köteles bemutatni. A csekély összegű támogatási jogcímen nyújtott támogatásokról az Európai Bizottság kérésére 20 munkanapon belül információt kell szolgáltatni.
- A támogatónak írásban tájékoztatnia kell a vállalkozást a támogatás bruttó támogatási egyenértékben kifejezett összegéről és arról, hogy az csekély összegűnek minősül, kifejezetten hivatkozva a bizottsági rendeletre, valamint megadva a bizottsági rendelet teljes címét és az Európai Unió Hivatalos Lapjában való kihirdetésének adatait.